# Markus Söder
Markus Söder (* 5. ledna 1967 Norimberk) je německý politik. Je předsedou Křesťansko-sociální unie Bavorska (CSU), od 13. března 2018 je bavorským ministerským předsedou. V obou funkcích nahradil Horsta Seehofera. Předím byl od roku 2013 do března 2018 byl bavorským zemským ministrem financí, zemského rozvoje a domoviny ve druhé vládě Horsta Seehofera a ještě předtím od roku 2008 ministrem v Seehoferově první vládě.
Od roku 1994 je poslancem Bavorského zemského sněmu.

## Původ a studium
Vyrůstal s jednou sestrou v konzervativní evangelicko-luteránské rodině v západní části Norimberka. Po maturitě v roce 1986 strávil základní vojenskou službu u podpůrných zásobovacích jednotek rovněž v Norimberku. Pak od roku 1987 studoval právní vědu na Erlangensko-norimberské univerzitě. Studium ukončil státní zkouškou v roce 1991. Od roku 1994 pracoval jako redaktor.

## Rodinný život

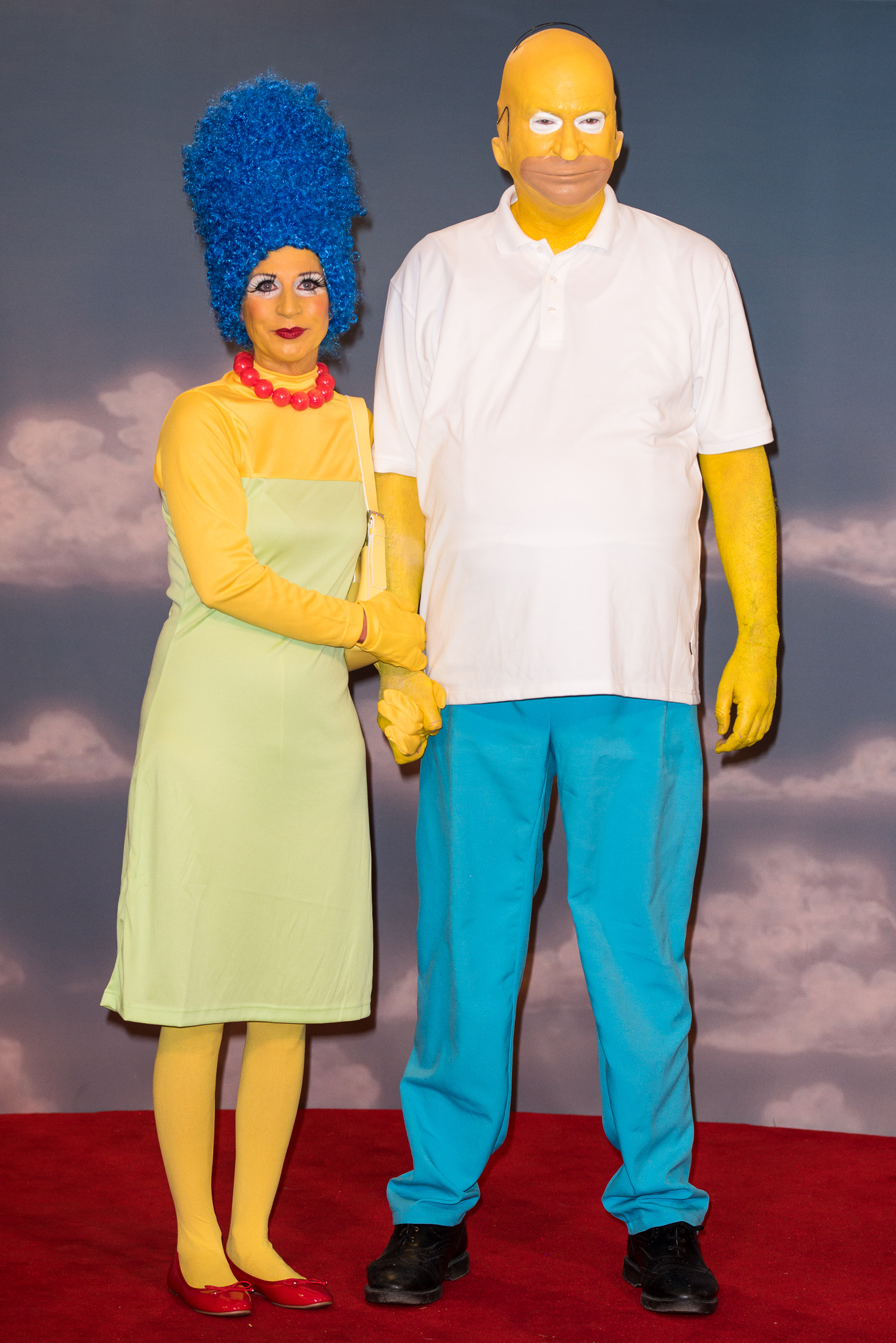
Markus Söder a jeho manželka Karin při karnevalové zábavě (2017). Söder je přestrojen za Homera.

Söder je ženatý. Jeho manželkou je Karin Baumüller-Söder, spolumajitelka společnosti Baumüller Holding GmbH & Co. KG v Norimberku. Manželé mají tři společné děti. Markus Söder má z dřívějšího vztahu jednu dospělou dceru.
Manželé Söderovi se každoročně v zimě zúčastňují populárních karnevalových zábav. Söder se přitom pokaždé objevuje v přestrojení, které vzbuzuje pozornost. Jednou to měl být Edmund Stoiber, bývalý bavorský ministerský předseda. V roce 2017 se Söder dostavil se škraboškou po boku své ženy Karin a představoval Homera ze seriálu Simpsonovi.

## Politická kariéra

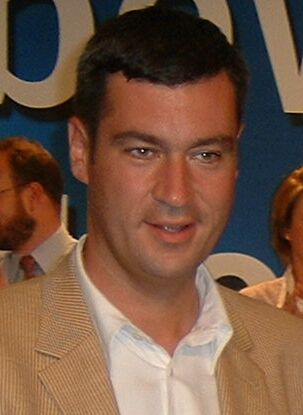
Markus Söder v roce 2003

Pod vlivem svého otce Maxe Södera, obdivovatele Franze Josefa Strauße, se stal členem Křesťansko-sociální unie Bavorska už jako šestnáctiletý gymnazista v roce 1983. Od stejného roku až do dosažení věkové hranice v roce 2003 byl také členem Junge Union, společné mládežnické organizace CDU/CSU, v letech 1995 až 2003 ve funkci předsedy. Od 17. listopadu 2003 do 22. října 2007 byl generálním tajemníkem CSU.

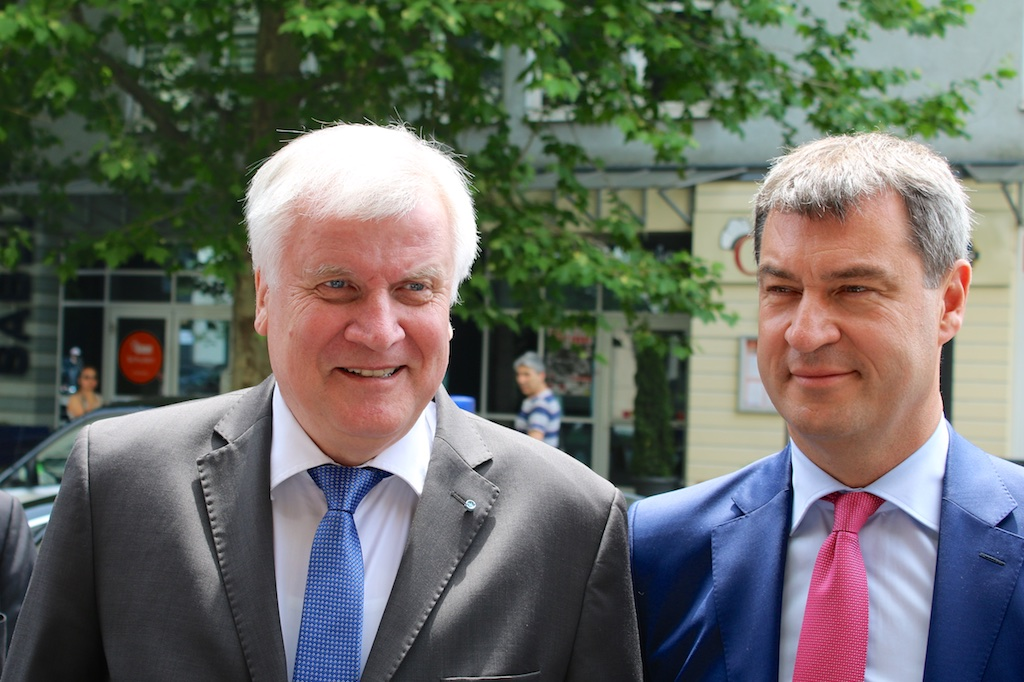
Markus Söder a Horst Seehofer (2015)

4. prosince 2017 byl Söder poslaneckým klubem CSU v Bavorském zemském sněmu po dohodě s vedením strany určen jejím kandidátem pro volbu nového bavorského ministerského předsedy jako nástupce dosavadního šéfa zemské vlády Horsta Seehofera. Seehofera nahradil v této funkci 13. března 2018, přičemž Seehofer zůstává předsedou CSU. Söder má vést CSU jako její lídr do bavorských parlamentních voleb v září 2018, přičemž bude tato strana obhajovat svou dosavadní absolutní většinu v zemském sněmu, kterou od doby svého vzniku po druhé světové válce ještě nikdy neztratila.
V současné době se Söder zaměřuje na provádění tzv. bavorského azylového plánu. V rozhovoru s deníkem Frankfurter Allgemeine Zeitung prohlásil, že naprostá většina žadatelů o azyl na něj nemá právo. Bavorsko chce ve spolupráci se spolkovým ministerstvem vnitra, které vede jeho předchůdce ve funkci ministerského předsedy Horst Seehofer, na rozdíl od jiných spolkových zemí mnohem konsekventněji odsouvat do jejich původních států osoby, jejichž žádosti o azyl byly zamítnuty a nemají ani jinak právo v Německu zůstat. To je daleko lépe proveditelné tím, že Bavorsko bude najímat pro tento účel zvláštní letadla a nasazovat školené policisty jako doprovod, neboť jinak se často stává, že piloti letadel společnosti Lufthansa odmítají tyto pasažéry, kteří se odsunu masivně brání, vůbec vzít na palubu.
V lednu 2019 vystřídal na pozici lídra CSU dlouholetého předsedu Horsta Seehofera . Na sjezdu v Mnichově dali delegáti Söderovi 87,4 procent hlasů. Znovu byl potvrzen v této funkci v říjnu 2019, kdy získal 91,3 procent hlasů. 